# Hemibarbus mylodon
 Hemibarbus mylodon és una espècie de peix cipriniforme de la família dels ciprínids.
Els mascles poden assolir els 25 cm de longitud total. Es troba a Corea del Sud.
L'espècie Belligobio eristigma (Jordan & Hubbs, 1925) del gènere Belligobio, és considerat un sinònim taxonòmic del Hemibarbus mylodon.